# Бель (Маєн-Кобленц)
Бель (нім. Bell) — громада в Німеччині, розташована в землі Рейнланд-Пфальц. Входить до складу району Маєн-Кобленц. Складова частина об'єднання громад Мендіг.
Площа — 10,26 км2. Населення становить 1329 ос. (станом на 31 грудня 2020).